# 530721 Isscas
530721 Isscas este o planetă minoră (asteroid) din centura de asteroizi. A fost descoperită pe 11 septembrie 2007 la Xuyi County⁠(d) de  și a fost numită după Institute of Soil Science⁠(d). 
Obiectul prezintă o orbită caracterizată de o semiaxă mare de 2,4001147642791 UAi, o excentricitate de 0,20963136125443, o înclinație de 2,1584215648773 ° în raport cu ecliptica.